# الانتخابات الرئاسية الجزائرية 1963
الانتخابات الرئاسية في الجزائر سنة 1963 هي أول عملية انتخاب لرئيس الجمهورية الجزائرية الحديثة الاستقلال، وجرت في 15 سبتمبر 1963.أحمد بن بلة المرشح الوحيد، وانتخب بنسبة 99,60 % من الأصوات.